# Granbergstjärnen (Piteå socken, Norrbotten, 724885-172105)
Granbergstjärnen är en sjö i Piteå kommun i Norrbotten och ingår i Åbyälvens huvudavrinningsområde.